# Concert per a piano núm. 2 (Martinů)
El Concert per a piano núm. 2 en re major, H. 237, fou compost per Bohuslav Martinů entre el juliol i l'octubre de 1934 a París, dedicat a Germaine Leroux. Es va estrenar a Praga el 13 de novembre de 1935 amb Rudolf Firkušný al piano sota la direcció de Václav Talich.

## Moviments
1. Allegro moderato
2. Poco andante
3. Poco allegro

## Origen i context
Aquest concert es pot considerar la col·laboració més estreta que van tenir Martinů i Rudolf Firkušný. A Firkušný se li va demanar d'escoltar i tocar l'obra i es va formar aparentment amb la idea de dedicar-li un cop completada. Però davant la sorpresa de tothom, Martinů el va dedicar a la pianista Germaine Leroux, nòvia del seu amic i biògraf Miloš Šafránek. Posteriorment, Martinů li dedicaria el Concert per a piano núm. 3. Més tard, Firkušný va realitzar el Segon Concert per al públic txec amb motiu del seu triomfant retorn a una pàtria lliure, al Festival de Primavera de Praga del 1990.